# Солвей Соди
Солвей Соди е българска химическа компания. Основната ѝ дейност е производството на сода, което се осъществява в завода в град Девня. С капацитет от 1,2 милиона тона годишно и производство от 1 милион тона за 2001 година Солвей Соди е най-големият производител на калцинирана сода в Европа и един от най-големите в света.
„Солвей Соди“ разполага със собствена заводска топлоелектрическа централа с инсталирана електрическа мощност 125 MW и инсталирана топлинна мощност 820 MW.

## История
Заводът за сода в Девня е основан като държавно предприятие, открито през 1954 година. През 1974 година той е заменен с изцяло нов по-голям завод на същата площадка. През април 1997 година 60% от капитала на предприятието са продадени на белгийската компания Солвей и то е преименувано от Соди на Солвей Соди. По-късно са приватизирани още дялове и към 2007 година 98% от акциите на Солвей Соди са собственост на Солвей Шишеджам Холдинг, холдингова компания на Солвей, Шишеджам и Европейската банка за възстановяване и развитие. През 2000 година Солвей Соди придобива собствеността върху някои от основните си доставчици на суровини – Провадсол, Девен, а съвместно с Девня Цимент – и върху Девня Варовик.
През 2020 г.„Солвей Соди“ АД получава Сертификат за инвестиция клас „А” от Българската агенция за инвестиции с проекта „Инсталация за производство, опаковане и съхранение на сода бикарбонат“, целящ увеличиние на производството на този продукт до 200 хил. тона годишно в Девня.
Стратегия за Корпоративна Социална Отговорност на Солвей Соди.
Според принципите на КСО стратегията, компанията работи в тясно сътрудничество с местните администрации за управление на съвместни проекти в областта на образованието, културата и здравеопазването. Активно подкрепя социалните заведения, училища, университети и болници в региона.
Главна цел на политиката на Солвей Соди по околна среда е непрекъснато подобряване опазването на околната среда чрез:
1. контролирано управление на природните ресурси
2. ограничаване нивото на емисиите в атмосферата, водите, почвите
3. намаляване на отпадъците